# Yuzhang
Yuzhang (kinesiska: 雨樟, 雨樟镇) är en köping i Kina. Den ligger i provinsen Guizhou, i den sydvästra delen av landet, omkring 210 kilometer sydväst om provinshuvudstaden Guiyang. Antalet invånare är 24934. Befolkningen består av 12 074 kvinnor och 12 860 män. Barn under 15 år utgör 31 %, vuxna 15-64 år 61 %, och äldre över 65 år 7,0 %.